# 入間国際宣言
入間国際宣言（いるまこくさいせんげん）は、日本のお笑いコンビ。吉本興業所属。

## メンバー
千葉 ゴウ（ちば ゴウ、1985年12月21日 - ）（39歳）
ボケ担当。
埼玉県入間市出身。身長171 cm、体重70 kg。趣味は筋トレ、ストリートワークアウト、格闘技等。
事務所の先輩である野田クリスタル（マヂカルラブリー）経営の「クリスタルジム」にてトレーナーを務めている。
2025年1月31日、サウナに入っている際に脳梗塞を発症し、3月下旬まで入院。
西田 どらやき（にしだ どらやき、1987年3月6日 - ）（38歳）
ツッコミ担当。旧芸名及び本名は西田 好孝(にしだ よしたか)。
大阪府出身。身長172 cm、体重64 kg。趣味はサウナ、アイドル（ハロプロ）、マンガ（よしもとマンガ研究部所属）、自作小説（ブックショートアワード優秀作品）。特技は怪談（【西田どらやきの怪研部】2024年1月：YouTube開設）。

## 来歴
NSC東京校16期出身によるコンビ。
千葉はデビューしてからずっとピン芸人だったが、家庭の事情にて活動を一旦休止していた。千葉がコンビとして再開したいという意志を聞いた同期の川瀬名人（ゆにばーす）が、相方を見つけるライブを企画して西田と出会う。
2018年6月から「入間国際警察」のコンビ名で活動していたが、名称に警察という公的機関の名が入っていることが問題となり、社長直々に改称を命ぜられ、同年7月4日から「入間国際宣言」として活動する。
2025年1月31日、千葉がサウナに入っている際に脳梗塞を発症し、3月下旬まで入院。退院後も症状が改善しておらず、西田単独での活動が続いている。

## 芸風
主に漫才。

## 賞レースでの戦績

### M-1グランプリ
| 年度（回）       | 結果         | エントリー No. | 会場                        | 日程     |
| ---------------- | ------------ | -------------- | --------------------------- | -------- |
| 2018年（第14回） | 3回戦進出    | 1754           | 新宿FACE                    | 10月18日 |
| 2019年（第15回） | 3回戦進出    | 414            | ルミネtheよしもと           | 11月10日 |
| 2020年（第16回） | 1回戦敗退    | 1521           | シダックスカルチャーホールA | 8月18日  |
| 2021年（第17回） | 2回戦進出    | 787            | 雷5656会館ときわホール      | 10月16日 |
| 2022年（第18回） | 準々決勝進出 | 683            | ルミネtheよしもと           | 11月13日 |
| 2023年（第19回） | 3回戦進出    | 1781           | KANDA SQUARE HALL           | 11月6日  |
| 2024年（第20回） | 3回戦進出    | 1765           | KANDA SQUARE HALL           | 11月6日  |

### その他の賞レース
- JOY-1グランプリ 準優勝[6]

## 出演

### テレビ
- ぐるぐるナインティナイン「おもしろ荘SP2019」（日本テレビ）千葉のみ
- JOYのASOBU-TV JOYnt!（群馬テレビ）
- アメトーーク!「L'Arc〜en〜Ciel大好き芸人」（テレビ朝日）西田のみ[7]
- ネクストブレイク芸人ガチャ2022（テレビ東京）

### ネット
- シモネタGP（ABEMA）
- チャンスの時間「ブレイキングヤンチャオーディション」（ABEMA）千葉のみ

### ラジオ
- ラジオのアナ〜ラジアナ（FM NACK5）西田のみ（水曜パーソナリティー）[8]
- ひるどき!さいたま〜ず（NHKさいたま）[9]